# Alsóverba
Alsóverba (horvátul: Donja Vrba) falu Horvátországban, Bród-Szávamente megyében. Közigazgatásilag Felsőverbához tartozik.

## Fekvése
Bród központjától 7 km-re, községközpontjától 3 km-re keletre, Szlavónia középső részén, a Szávamenti-síkságon, a Zágráb-Vinkovci (-Belgrád) vasútvonal és a Száva között fekszik. Határában, a falutól északra halad át az A3-as autópálya.

## Története
A régészeti leletek tanúsága szerint területe már az őskor óta folyamatosan lakott volt. Területén számos lelőhely található az újkőkorszaktól fogva egészen a középkorig. Az első települések az újkőkorszak végén, a kőrézkorban alakultak itt ki. Ilyen település maradványa található Alsóverbától északnyugatra a Zágráb-Lipovac autópálya északi és déli oldalán a „Bukovi” nevű lelőhelyen, ahol a terep teraszosan lejt északról déli irányban. Az itt talált cseréptöredékek alapján ez a település a rézkortól a bronzkorig volt lakott. Felette egy kis középkori falu leleteit is megtalálták. Ugyancsak ebben az időszakban volt lakott a „Vrbsko polje” lelőhely, mely Alsóverbától nyugatra és Felsőverbától északra feküdt az autópálya közelében egy észak-déli irányú, hosszan elnyúló dombháton. Itt a cseréptöredékek mellett kisebb kőszerszámok (mikrolitok) is előkerültek. Ennek helyére is települt később egy kisebb középkori falu. Történelem előtti és középkori lelőhely található Alsóverbától északra az autópálya mellett. Ez a két, nagyméretű erődített településből álló lelőhelykomplexum az újkőkortól a középkorig lakott volt. Legrégibb leletei a Sopot-Bicske kultúra idejéig nyúlnak vissza és a késő vaskorig volt jelentős település. A középkori leletek már egy kisebb településhez tartoznak. 
A középkorban ez a terület a tomicai uradalomhoz és vele együtt Névna várához tartozott.
A település 1422-ben „Barbasfalua, Verbafalwa, Werbafalwa” formában tűnik fel. 1446-ban „Werba”, 1467-ban „Warba” alakban említik.  Nevét a fűzfa szláv nevéből (vrb) kapta, mely a község címerében is látható. Az uradalom névnai Treutel család után 1422-ben a lévai Cseh család birtoka lett. 1450-ben és 1453-ban Kórógyi János macsói bán zálogbirtoka lett, aki 1454-ben megvásárolta. Kórógyi János fia Gáspár a grabarjai Beriszló családnak adta zálogba. A Kórógyi család kihaltával Mátyás király Névna várával együtt 1472-ben monoszlói Csupor Miklósnak, majd az ő halálával 1474-ben Gábor kalocsai érseknek és testvérének Matucsinai Zsigmondnak adományozta. A török 1536-ban szállta meg. Lakossága jobbágyként átvészelte a török uralmat, majd a felszabadítás után határőr szolgálatot vállalt, mellette pedig mezőgazdasággal, erdőgazdálkodással foglalkozott. 

1698-ban „Verbova” néven, hajdútelepülésként 11 portával szerepel a török uralom alól felszabadított szlavóniai települések kamarai összeírásában.  Az egyházi vizitáció iratai 1730-ban Felsőverbát még nem említik. Verbának, a mai Alsóverbának ekkor 15 háza és egy fakápolnája volt, mely a bródi plébániához tartozott. Az 1746-os vizitációban 15 házzal és 92 lakossal említik. Lakói a Bródhoz tartozó brekinjai Szent Lőrinc kápolna mellé temetkeztek. 1760-ban 18 katolikus házában, 20 családban, 124 lakosa volt. Az 1780-as katonai leírás szerint Alsóverba ekkor már Felsőverba része volt.
Az első katonai felmérés térképén „Dolnia Verba” néven található. Lipszky János 1808-ban Budán kiadott repertóriumában „Verba (Donja)” néven szerepel.  Nagy Lajos 1829-ben kiadott művében „Verba (Dolna)” néven 62 házzal, 326 katolikus vallású lakossal találjuk.  A katonai közigazgatás megszüntetése után 1871-ben Pozsega vármegyéhez csatolták. A település fejlődésére serkentőleg hatott a közeli Bród fejlődése és a Zágráb-Vinkovci vasútvonal megépülése. 
A településnek 1857-ben 369, 1910-ben 494 lakosa volt. Pozsega vármegye Bródi járásának része volt. Az 1910-es népszámlálás adatai szerint lakosságának 94%-a horvát anyanyelvű volt. Az első világháború után 1918-ban az új szerb-horvát-szlovén állam, majd később (1929-ben) Jugoszlávia része lett. 1991-től a független Horvátországhoz tartozik. 1991-ben lakosságának 99%-a horvát nemzetiségű volt. 2011-ben a településnek 599 lakosa volt. 

## Lakossága
| Lakosság változása | Lakosság változása | Lakosság változása | Lakosság változása | Lakosság változása | Lakosság változása | Lakosság változása | Lakosság változása | Lakosság változása | Lakosság változása | Lakosság változása | Lakosság változása | Lakosság változása | Lakosság változása | Lakosság változása | Lakosság változása |
| ------------------ | ------------------ | ------------------ | ------------------ | ------------------ | ------------------ | ------------------ | ------------------ | ------------------ | ------------------ | ------------------ | ------------------ | ------------------ | ------------------ | ------------------ | ------------------ |
| 1857               | 1869               | 1880               | 1890               | 1900               | 1910               | 1921               | 1931               | 1948               | 1953               | 1961               | 1971               | 1981               | 1991               | 2001               | 2011               |
| 369                | 714                | 667                | 439                | 451                | 494                | 462                | 523                | 585                | 640                | 678                | 744                | 784                | 727                | 745                | 599                |

(1869-ben és 1880-ban Felsőverba lakosságát is ide számították.)

## Gazdaság
A településen túlnyomórészt családi gazdaságok találhatók, a lakosság többsége azonban a közeli Bród városában dolgozik. 

## Nevezetességei
- Szent Fülöp és Jakab apostolok tiszteletére szentelt római katolikus kápolnája 1910-ben épült. A trnjani Szent Márk plébánia filiája.

- A falutól északnyugatra, a Zágráb – Lipovac autópálya északi és déli oldalán található, az északról délre teraszosan lejtő szárazföldön található a „Bukovi” régészeti lelőhely. Az itt talált, a kőrézkortól a bronzkor végéig terjedő időszakból származó kerámiatöredékek több korszakban lakott őskori települést jeleznek, amely felett a középkorban egy kisebb jelentőségű település épült.[9]

- A falutól északra, a Zágráb – Lipovac autópálya mentén található „Saloš, Pašnik, Berca” őskori és középkori lelőhely. A régészeti komplexum két nagy erődből és egy síkvidéki részből áll, ahol a Bródi-hegység szélső teraszain a neolitikum legrégebbi települése alakult ki. Az erődök a régészeti komplexum középső és keleti részén helyezkednek el, és uralják a környező terepet. A felszíni cseréptöredékek, a mikrolitok és az állati csontok különböző kultúrákhoz tartoznak az újkőkortól (sopoti kultúra) a kora vaskorig. A középkori fazekasság termékeinek töredékeit is megtalálták, így nagy valószínűséggel itt kisebb települések voltak a középkor folyamán.[10]

## Oktatás
A helyi iskola az „Ivan Goran Kovačić” elemi iskola alsó tagozatos területi iskolája.

## Sport
Az NK Zvonimir labdarúgóklubot NK „VSK” néven 1959-ben alapították. A községek közötti bajnokságban játszott, 1991-ben azonban a háború miatt szüneteltetni kellett tevékenységét, mivel a csapat több tagja is a fegyveres testületekben szolgált. A háborúban elesett a csapat egykori kapitánya Zvonimir Žuljević, akinek tiszteletére a háború után a klub a „Zvonimir” nevet vette fel. A klub a megyei 1. ligában szerepel. A klub menedzsmentje, a játékosok és a szurkolók a községi önkormányzat segítségével, önkéntes munkájuk és lemondásaik révén gyönyörű játszóteret, helyiségeket és egyéb létesítményeket építettek a Šimo Odobašić Sportközpontban, amelyet a klub és a település egy régi rajongójáról és támogatójáról neveztek el. 